# Pancéřová holka
Pancéřová holka (anglicky Tank girl) je akční sci-fi komedie natočená roku 1995 v Americe na motivy komiksové předlohy. Režisérkou byla Rachel Talalay, která předtím režírovala filmy jako Freddyho smrt – Poslední noční můra (1991) nebo Vražedný computer (1993) a později jako režisérka spolupracovala i na seriálech, například Odložené případy, Beze stopy či Lovci duchů.
Hodnocení filmu Pancéřová holka na ČSFD – 51 %.

## Obsazení
| Herec (herečka)     | Postava                   |
| ------------------- | ------------------------- |
| Lori Petty          | Pancéřová holka - Rebecca |
| Malcolm McDowell    | Kesslee                   |
| Naomi Watts         | Jet Girl                  |
| Ice-T               | T-Saint                   |
| Don Harvey          | seržant Small             |
| Jeff Kober          | Booga                     |
| Scott Coffey        | Donner                    |
| Stacy Linn Ramsower | Sam                       |
| Ann Cusak           | Sub slečna                |

## Děj
A po tom, co se Země srazí s kometou, několik let neprší. Voda se stala vzácným nedostatkovým zbožím. Téměř všechnu zbylou vodu má pod kontrolou společnost Voda a Proud v čele s Keesleym.
Hlavní hrdinka žije v polorozpadlém domě, kde mají studnu a společnosti načerno odčerpávají vodu. Když na ně přijde Voda a Proud, téměř každého, kdo tam žil zavraždí – až na Rebeccu a malou holčičku Sam. Rebecca je donucena pracovat v dolech, podaří se jí však utéci spolu s mechaničkou Jet a pokouší se najít Trhače (Trhač je nepovedený vědecký experiment – kříženec člověka a klokana, bojkotují Vodu a Plyn). Trhači Rabecce a Jet zpočátku nevěří, když ale projdou zkouškou, spojí se spolu a proti společnosti rozpoutají válku.

## Hlášky
Rebecca: „11 let nepršelo, teď se musí 20 lidí mačkat v jedný vaně, což není zas tak zlý.“
Rebecca: „Chcete mě řezat, mlátit, lízat mě, do toho, ale nemučte mě těma stupidníma básničkama, prosím.“
Rebecca: „Všichni zahoďte zbraně, nebo z ní sedřu všechen make-up! A to může trvat pěkně dlouho...“
Rebecca: „Nemáš se čeho bát, představ si to jako svojí první soulož. Zeptáš se: ‚Tatínku, víš, že je to správné?‘“